# E. Mason Hopper
E. Mason Hopper (6 de dezembro de 1885 – 3 de janeiro de 1967) foi um diretor norte-americano da era do cinema mudo. Nascido em Enosburgh, Vermont, ele dirigiu 76 filmes entre 1911 a 1935.
Faleceu em Los Angeles, Califórnia.

## Filmografia selecionada
- Wife or Country (1918)
- Dangerous Curve Ahead (1921)
- Brothers Under the Skin (1922)
- Hungry Hearts (1922)
- Janice Meredith (1924)
- Paris at Midnight (1926)
- Their Own Desire (1929)